# Domenico Mastroianni
Domenico Mastroianni (* 1. Januar 1876 in Arpino; † 1962 in Rom) war ein  italienischer Bildhauer und Maler.

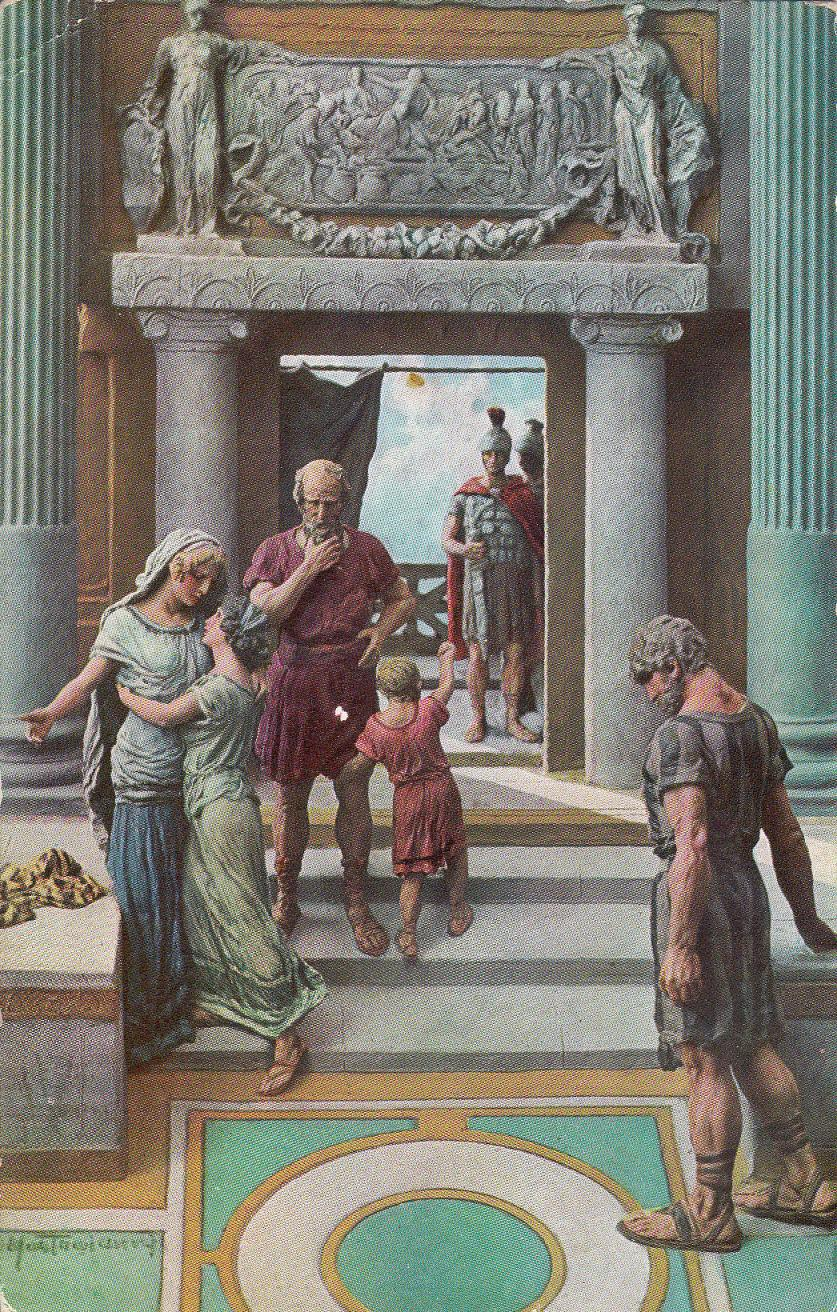
Illustration von Domenico Mastroianni

## Leben
Er stellte auf Ausstellungen aus und arbeitete zeitweise im Quirinalspalast.
Seine Werke sind in Kirchen und Adelshäusern zu besichtigen.
Mastroianni gilt als Meister der Skulptographie. Dafür fertigte er Tonmodelle an, welche er fotografierte. Die Tonmodelle zerstörte er, sobald er mit dem Fotografieren fertig war. Im Gegensatz zu herkömmlichen Skulpturen, die aus verschiedenen Blickwinkeln betrachtet werden können, mussten diese Figuren nur von vorne betrachtet werden. Das eigentliche Werk war die entstandene Fotografie. Diese Fotografien wurde als Ansichtskarte gedruckt und vertrieben. Das Œuvre Mastroiannis ist äußert umfangreich und wird auf circa 600 verschiedene Ansichtskarten geschätzt. Er behandelte sakrale und profane Themen. Besonders erfolgreich waren seine illustrierenden Postkartenserien zu Quo Vadis und zur Göttlichen Komödie.

## Auszeichnungen (Auswahl)
- Cavaliere della Corona